# Severino Casara
Severino Casara (* 26. April 1903 in Vicenza; † 28. Juli 1978 ebenda) war ein italienischer Alpinist, Autor und Dokumentarfilmer.

## Leben
Casara war von Hause aus Journalist, bald spezialisierte er sich auf die Alpen, wobei er schon früh als Bergsteiger und Autor hervortrat. 1947 drehte er ohne weitere Vorkenntnisse Il richiamo dell’Alpe spledente, dem bis 1957 zwei weitere Bergfilme folgten. Daneben schuf er eine große Zahl von Kurzfilmen zu seinem Thema, die er mit beträchtlichem technischem Aufwand realisierte. Als Autor verfasste er zahlreiche Fachbücher, ferner verantwortete er eine Biografie über den Alpinisten Paul Preuss. Dessen Partnerin Emmy Eisenberg hat er laut eigener Aussage 1928 kennengelernt, sie versorgte ihn mit Materialien, die er für seine Veröffentlichungen nutzte.

## Filmografie (Langfilme)
- 1947: Il richiamo dell'Alpe spledente
- 1950: Il più bello campanile del mondo
- 1957: Le meraviglie delle Alpe

## Bücher (Auswahl)
- Arrampicate libere sulle Dolomiti. Corticelli, Mailand 1944.
- Preuss: l’alpinista leggendario. Longanesi, Mailand 1970.
- Dolomiten-Zauber. Cortina 1978.